# Simone Bertazzo
Simone Bertazzo né le 19 août 1982 à Pieve di Cadore est un bobeur italien.

## Biographie
Il débute en Coupe du monde lors de la saison 2004-2005, obtenant son premier podium l'hiver suivant en bob à 4.
En février 2006, il a l'honneur de participer à ses premiers Jeux olympiques à Turin où il arrive 9e du bob à 2 et 12e du bob à quatre. Un an plus tard, il gagne sa première médaille en grand championnat avec le bronze sur le bob à 2 des Mondiaux de Saint-Moritz.
En janvier 2008, il s'adjuge son premier succès en Coupe du monde lors de la manche de Cesana.
Aux Jeux olympiques d'hiver de 2010, il se classe 9e du bob à quatre.
L'hiver qui suit apporte deux victoires à Bertazzo et son meilleur classement général en bob à deux, troisième.
Aux Jeux olympiques d'hiver de 2014, il est 14e du bob à deux et 18e du bob à quatre.

## Palmarès

### Championnats monde
- : médaillé de bronze en bob à 2 aux championnats monde de 2007.

### Coupe du monde
- 7 podiums  : 
  - en bob à 2 : 3 victoires, 1 deuxième place et 2 troisièmes places.
  - en bob à 4 : 1 troisième place.

#### Détails des victoires en Coupe du monde
| Édition   | Bob à 2                     | Bob à 4 |
| 2007-2008 | Cesana Torinese             |         |
| 2010-2011 | Lake Placid Cesana Torinese |         |